# Mirjam Zimmermann
Mirjam Zimmermann (* 1969 in Mannheim) ist eine deutsche evangelische Religionspädagogin.

## Leben
Nach dem Abitur 1989 am Gymnasium in Sandhausen studierte Mirjam Zimmermann von 1989 bis 1995 evangelische Theologie, Germanistik, Pädagogik, Diakoniewissenschaft und Deutsch als Fremdsprache in Bamberg, Erlangen, Bonn, Santiago de Chile, Trier und Heidelberg. Nach der Promotion 1998, dem Referendariat (1998–1999) am Gymnasium Hockenheim und Walldorf war sie 12 Jahre im Schuldienst in Wiesloch (Baden-Württemberg), Bielefeld (Nordrhein-Westfalen) und Ingelheim (Rheinland-Pfalz) tätig. Sie habilitierte sich im Jahr 2009 an der Universität Dortmund für das Fach Praktische Theologie mit Schwerpunkt Religionspädagogik. Im Schuljahr 2010/2011 war sie Fachleiterin für Deutsch und Pädagogik am Staatlichen Studienseminar für das Lehramt an Gymnasien in Bad Kreuznach. Seit dem WS 2011/2012 ist sie Professorin für Religionspädagogik/Fachdidaktik an der Universität Siegen.
Ihre Forschungsschwerpunkte sind Didaktik und Methodik des Religionsunterrichts, medizinische Ethik, Kind – Krankheit – Religion, Bibeldidaktik, Kindertheologie, Schulgottesdienste, Kirchenpädagogik, Jugendliteratur im Religionsunterricht und Schülerfragen im Religionsunterricht. Zimmermann war von 2021 bis 2023 Vorsitzende der KIET (Konferenz der Institute der Ev. Theologie, vergleichbar mit einem Fakultätentag). Sie ist eine der Hauptherausgeberinnen des „Wissenschaftlich-Religionspädagogischen Lexikons“ im Internet.

## Schriften (Auswahl)
- Geburtshilfe als Sterbehilfe? Zur Behandlungsentscheidung bei schwerstgeschädigten Neugeborenen und Frühgeborenen. Medizinisch-empirische, juristische, sozialpsychologische und philosophische Grundlagen, ethische Beurteilung und Folgerungen, unter besonderer Berücksichtigung der Infantizidthesen von Peter Singer und Helga Kuhse. Frankfurt am Main 1997, ISBN 3-631-32760-9.
- Kindertheologie als theologische Kompetenz von Kindern. Grundlagen, Methodik und Ziel kindertheologischer Forschung am Beispiel der Deutung des Todes Jesu. Neukirchen-Vluyn 2010, 2. Aufl. 2012, ISBN 978-3-7887-2438-2.
- mit Michael Hellwig: Wo glaubst du hin? Kreatives Schreiben im Religionsunterricht. Göttingen 2011, ISBN 3-525-77004-9.
- Literatur für den Religionsunterricht. Kinder- und Jugendbücher für die Primar- und Sekundarstufe. Göttingen 2012, ISBN 3-525-58013-4.
- als Herausgeberin mit Ruben Zimmermann: Handbuch Bibeldidaktik. Tübingen 2013; 2., revidierte und erweiterte Auflage Tübingen 2018.
- Interreligiöses Lernen narrativ. Feste in den Weltreligionen. Göttingen 2015.
- mit Hartmut Lenhard: Praxissemester Religion. Göttingen 2015.
- Abmeldung vom Religionsunterricht. Statistiken, empirische Analysen, didaktische Perspektive, Leipzig 2016. (zusammen mit Carsten Gennerich)
- mit Hartmut Lenhard: Was tun? Ethische Fragestellungen im Religionsunterricht. Göttingen 2017.
- mit Christian Butt: Bilderbuchstunden. Bilderbücher für religiöse Bildungsprozesse in Kindergarten, Grundschule und Sekundarstufe. Göttingen 2016.
- als Herausgeberin mit Jana Mikota: Doppelinterpretationen. Religion in der Kinder- und Jugendliteratur. Hohengehren 2018.
- mit Carsten Gennerich: Bibelwissen und Bibelverständnis: Grundlegende Befunde – Theoriegeleitete Analysen – Bibeldidaktische Konsequenzen. Stuttgart 2020.
- als Herausgeberin mit Konstantin Lindner: Handbuch ethische Bildung. Religionspädagogische Fokussierungen. Tübingen 2021.
- mit Tanja Gojny und Hartmut Lenhard: Religionspädagogik in Anforderungssituationen. Fachdidaktisches Grundwissen für Studium und Beruf. Göttingen 2022.
- mit Ulrich Riegel: Studium und Religionsunterricht. Eine bundesweite empirische Untersuchung unter Studierenden der Theologie. Stuttgart 2022.
- mit Ulrich Riegel: Evaluation des konfessionell-kooperativen Religionsunterrichts in Nordrhein-Westfalen. Stuttgart 2022.